# Warenkorbanalyse
Die Warenkorbanalyse ist eine Sammlung von statistischen Analysemethoden zur Erstellung von Kundenprofilen. 
Unter einem Warenkorb versteht man in diesem Zusammenhang im Online-Handel die Bezeichnung für eine virtuelle Zwischenablage, die die bisher vorgesehenen Wareneinkäufe sammelt, bevor die Bestellung und Zahlung erfolgt. Einerseits interessiert bei der Warenkorbanalyse die Kaufwahrscheinlichkeit für ein Produkt, andererseits die Bildung von Kundentypen nach ihren Kaufpräferenzen. 
Im stationären Einzelhandel werden unter anderem Kundenkarten für diesen Zweck verwendet. Mit ihrer Hilfe werden persönliche und demographische Daten mit dem Einkaufsverhalten kombinierbar. Gleichzeitig dienen diese Karten der Kundenbindung, da ihre Verwendung mit Rabatten, oder anderen Angeboten „belohnt wird“. Eine sehr einfache, dafür aber anonyme Erfassungsmethode ist die Abfrage der Postleitzahl des Wohnortes des Kunden, während des Bezahlvorgangs an der Kasse. 
Im Onlinehandel wird das Kaufverhalten mit Hilfe von Web Analytics über Cookies und z. B. Benutzerkonten erfasst. 
Die Auswertung der umfangreichen Datenmengen erfolgt im Rahmen einer Assoziationsanalyse.